# Chitty Bang Bang

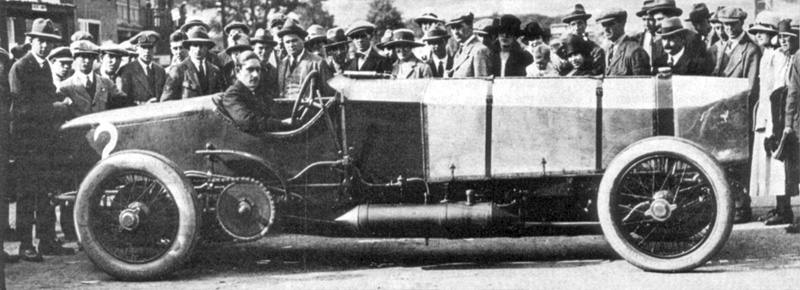
El conde Louis Zborowski conduciendo el Chitty Bang Bang 1, en Brooklands

Chitty Bang Bang fue el nombre informal de varios de los famosos automóviles deportivos, construidos y ejecutados en Inglaterra por el Conde Louis Zborowski y su ingeniero Clive Gallop en la década de 1920, que inspiraron el libro, la película y el musical teatral titulado Chitty Chitty Bang Bang.

## Historia
Los Chitty se construyeron en Canterbury, Kent y se guardaban en Higham Park, la casa de campo de Zborowski en Bridge, cerca de Canterbury. Los automóviles eran tan ruidosos, que según distintos informes, el concejo de Canterbury aprobó un reglamento que les prohibía entrar dentro de las murallas de la ciudad. El origen del nombre "Chitty Bang Bang" no está claro, pero puede haber sido inspirado por la ingeniera aeronáutica Letitia Chitty, por el sonido de un motor de avión al arrancar, o por una canción picante de la Primera Guerra Mundial.

## Chitty 1
El Chitty 1 fue un chasis Mercedes personalizado. Estaba equipado con transmisión por cadena y disponía de un motor aeronáutico Maybach de 23 litros y 23 cilindros. Ganó dos carreras en su debut en Brooklands en 1921, quedando segundo detrás de otro vehículo de Zborowski en una prueba de velocidad en el mismo evento. El Chitty 1 estaba equipado con cuatro asientos y un tosco tubo de escape de gran tamaño, que servía para alejar a sus rivales y a los espectadores. Su velocidad máxima fue de 100.75 millas por hora (162.14 km/h).
En su siguiente salida, el Chitty 1 fue reacondicionado como un biplaza con un radiador con cubierta y un escape debidamente orientado al suelo. Alcanzó casi 120 millas por hora (193,1 km/h) en una ocasión, y su valor en las carreras mejoró constantemente. Posteriormente se estrelló, costándole el incidente tres dedos a un oficial cronometrador. El auto fue reconstruido y pasó a ser propiedad de los hijos de Arthur Conan Doyle, aunque fue retirado rápidamente como automóvil de carreras. Posteriormente fue comprado para obtener repuestos por John Morris. El motor Maybach fue ofrecido a W. Boddy, editor de la revista Motor Sport.

## Chitty 2
El Chitty 2 tenía una distancia entre ejes más corta. Equipaba un motor aeronáutico Benz Bz.IV de 18.8 litros y el trabajo técnico fue realizado por Bligh Brothers de Canterbury. Nunca fue tan exitoso como su predecesor, pero participó en varias carreras de ruta, incluida una expedición al desierto del Sahara en 1922. Más tarde se convirtió en propiedad del Museo de Automóvil y Aviación de Crawford de Cleveland. Ahora es parte de la colección privada de Bob Bahre en su casa en South Paris (Maine) (la antigua mansión de Hannibal Hamlin, el primer vicepresidente de Lincoln).

## Chitty 3
El Chitty 3 estaba basado en un chasis Mercedes modificado con un motor aeronáutico Mercedes de seis cilindros con árbol de levas de cabeza simple de 160 CV, optimizado para producir 180 CV. El coche registró una vuelta en Brooklands a 112,68 millas por hora (181,34 km/h). Louis Zborowski lo usó más tarde como su transporte personal y lo condujo a Stuttgart cuando negoció para unirse al equipo de carreras de Mercedes.

## Chitty 4

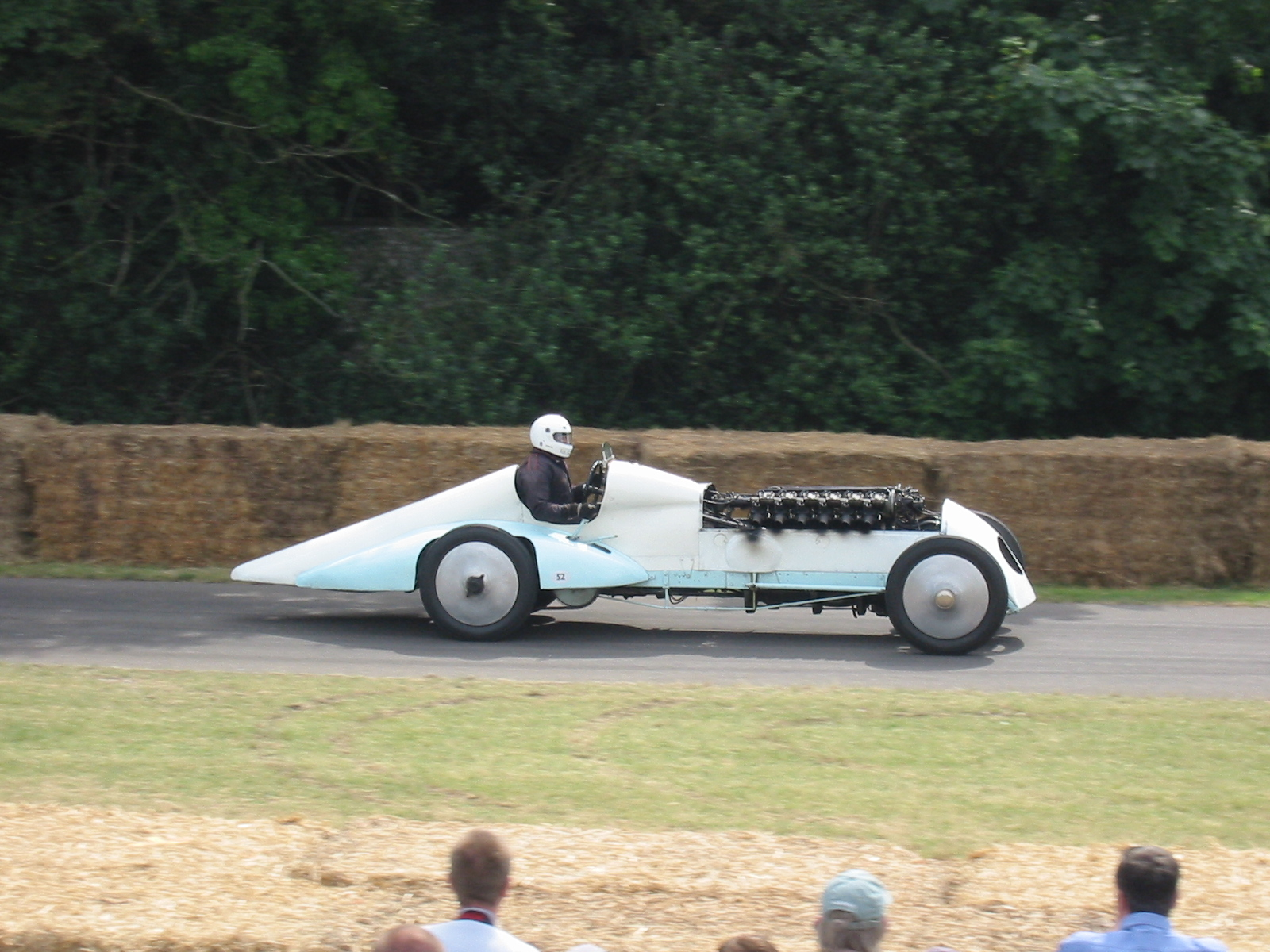
El Chitty 4, también conocido como Higham Special y después como Babs

El Chitty 4 (también conocido como Higham Special) fue el automóvil más grande de Louis Zborowski hasta entonces. Usando un motor aeronáutico Liberty V12 de 27 litros de capacidad y 450 CV, utilizaba la caja de cambios y la cadena de transmisión de un Blitzen Benz de antes de la guerra. Fue el automóvil de carreras de mayor cilindrada que jamás haya corrido en Brooklands. Aún no completamente desarrollado  cuando murió Zborowski en noviembre de 1924, J. G. Parry-Thomas lo compró por una suma de 125 libras.
Parry-Thomas lo rebautizó como Babs', instalándole cuatro carburadores Zenith y su propio diseño de pistones. En abril de 1926, Parry-Thomas batió con este coche el récord de velocidad en tierra con un registro de en 171.02 mph (273,6 km/h). Sin embargo, resultó muerto en un accidente con este mismo vehículo cuando intentaba recuperar el récord el 3 de marzo de 1927. Babs fue enterrado en las dunas de Pendine Sands (Gales), pero fue recuperado y restaurado en los años 1960. Actualmente se exhibe durante el verano en el Museo de la Velocidad de Pendine, y en el Museo de Brooklands durante el invierno.